# Plavi kasnitelj
Plavi kasnitelji (eng. blue straggler, straggler: vojnik ili putnik koji kasni za ostalima) su vrsta zvijezda. Nastaju kad su u svemirskom prostoru zvijezde gusto raspoređene. Zbog toga su među njima relativno česta sudaranja što za posljedicu ima velik broj zvijezda plavih kasnitelja. Sudaranjem dviju zvijezda one se spoje. Novonastala zvijezda iz tog sudara veće je temperature nego zvijezde slična sjaja.
Plavi kasnitelji izgledaju mlađe od skupova u kojima se nalaze. Misli se da su ove zvijezde izgubile dio svojih vanjskih omotača zbog bliskih susreta s inim članovima skupa ili možda kao ishod sraza među zvijezdama u gustom skupu.
Plavi kasnitelji su zvijezde glavnog niza. Pojavljuju se u otvorenim ili kuglastim skupovima. Većeg su luminoziteta i plaviji od zvijezda skupa koje napuštaju glavni niz. Plave je kasnitelje prvi otkrio Allan Sandage 1953. godine dok je obavljao fotometriju zvijezda kuglastog skupa M3. Standardne teorije zvjezdane evolucije drže da položaj zvijezda na Hertzsprung–Russellovu dijagramu trebao bi u gotovo u potpunosti biti određen početnom masom zvijezde i njenom dobi. U skupu su sve zvijezde nastale u približno isto vrijeme i stoga u H–R dijagramu za neki skup trebao bi pokazivati sve zvijezde članice ležeći duž jasno definirane krivulje određene doblju skupa, uz položaje pojedinih zvijezda na krivulje određene samo njihovom početnom masom. S masama dva do triput većima u odnosu na ostatak zvijezda iz skupa koje su u glavnom nizu, plavi kasnitelji izgleda da su iznimka od ovog pravila. Rješenje ovog problema je vjerojatno u svezi s međudjelovanjem dviju ili više zvijezda u gustim granicama skupova u kojima su plavi kasnitelji.

## Vanjske poveznice
- Ettore Tamajo: Porijeklo magnetskog polja kod kemijski neobičnih zvijezda  Arhivirana inačica izvorne stranice od 7. kolovoza 2016. (Wayback Machine), Matematičko-fizički list, LVI 3 (2005. – 2006.)